# Сенькович Федір
Федір Сенькович (бл. 1570, Щирець—1631, Львів) — львівський маляр родом зі Щирця.

## Життєпис
Мистецьку освіту здобув завдяки Лаврентію Пилиповичу (1575—1610). Очолював малярський цех, виконував роботи для Львівського Братства у Львові, Луцьку та інших містах. Виконав іконостас та плащаницю для Успенської церкви у Львові (1630, потім його віддали до села Грибовичі), ікону «Богоматір Одигітрія» (1599) у церкві села Ріпнів на Львівщині. Ікона «Богоматір Одигітрія» мала підпис маляра, саме з нею порівнюють усі недатовані роботи художника. Впровадив використання олійної фарби для написання ликів та рук святих. Спадкоємцем майстерні Сеньковича був Микола Петрахнович-Мораховський.

## Роботи
Федір Сенькович малював ікони та портрети. Сеньковичу приписують авторство портретів української та польської знаті — львівського старости Яна Вандалина Мнішека, сина Станіслава Боніфація Мнішека та підканцлера Томаша Замойського. Також весільний портрет Марини Мнішек — дружини двох царів-самозванців Московської держави — Лжедмитрія I та Лжедмитрія II. Дослідники також стверджують про те, що Сенькович також створював гравюри для книг.
У серпні 2016 року на шпальтах газети «Культура і життя» з'явилася інформація, що у церкві села Великі Грибовичі знайшли декілька ікон («образі́в») роботи Федора Сеньковича, які вважалися втраченими. Вони перебували в аварійному стані та потребували негайної реставрації.

Роботи Федора Сеньковича (з колекції Олеського замку)
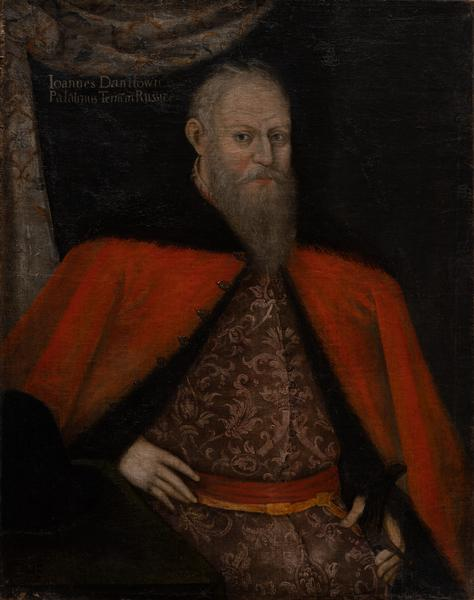
Портрет Івана Даниловича
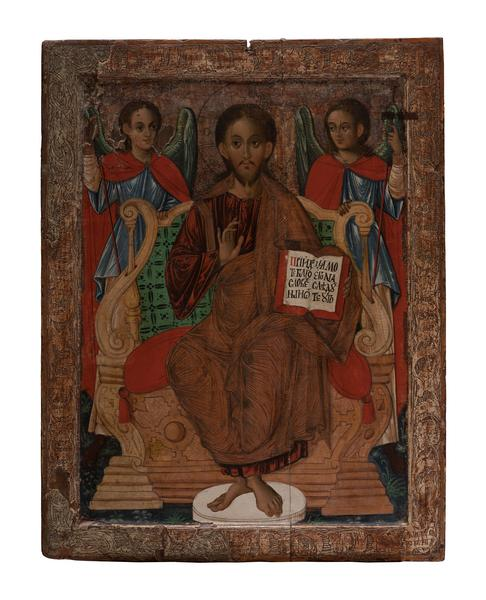
Пантократор

## Вшанування
У Львові 1993 року на пошану Федора Сеньковича названа одна з вулиць у місцевості Голоско.